# مقاطعة سان لويس أوبيسبو (كاليفورنيا)

موقع مقاطعة سان لويس اوبيسبو في ولاية كاليفورنيا

موقع ولاية كاليفورنيا في الولايات المتحدة

مقاطعة سان لويس أوبيسبو (بالإنجليزية: San Luis Obispo County)‏ هي إحدى مقاطعات ولاية كاليفورنيا في الولايات المتحدة الأمريكية.

## أعلام
- جوردن كونينغهام
- آبي إسبينوزا
- أوليفيا تايلور دودلي
- دون سيغل